# Prehn-Halbinsel
Die Prehn-Halbinsel ist eine vereiste, rund 30 km lange und etwa 16 km breite Halbinsel an der Orville-Küste des westantarktischen Ellsworthlands. Sie liegt zwischen dem Hansen Inlet im Süden und dem nördlich liegenden Gardner Inlet. Die Halbinsel endet am Kap Schlossbach.
Entdeckt wurde sie bei einem Flug während der Ronne Antarctic Research Expedition (1947–1948) unter der Leitung des US-amerikanischen Polarforschers Finn Ronne. Der United States Geological Survey kartografierte die Halbinsel mithilfe von Vermessungen und anhand von Luftaufnahmen der United States Navy zwischen 1961 und 1967. Das Advisory Committee on Antarctic Names benannte sie nach Lieutenant Commander Frederick A. Prehn Jr. (1928–2009), einem Navy-Piloten für die Erstellung von Luftaufnahmen der Pensacola Mountains und der Alexander-I.-Insel im Rahmen der Operation Deep Freeze der Jahre 1967 und 1968.